# Capel·la (cràter)

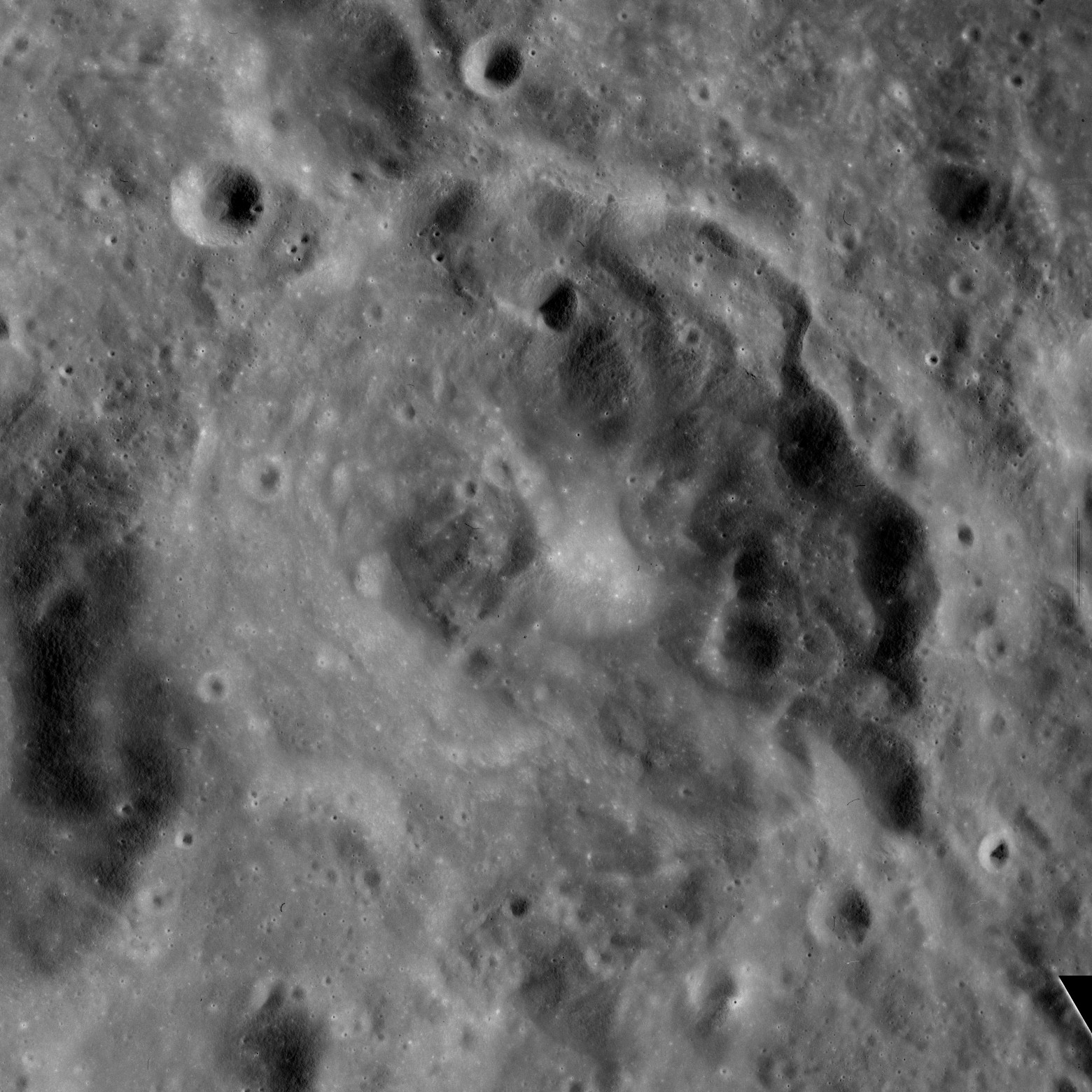
Imatge de Capella (missió Apol·lo 15)

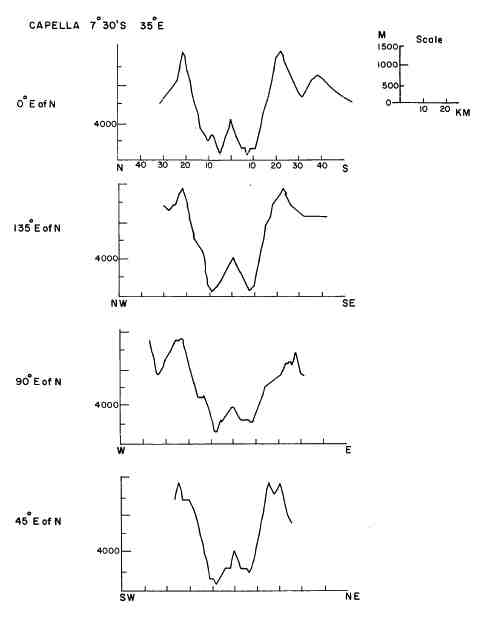
Perfils transversals

Capel·la és un cràter d'impacte lunar de 49 km de diàmetre que es troba al nord del Mare Nectaris, en una regió accidentada amb molts altres petits cràters d'impacte. Toca lleugerament la vora oriental del cràter Isidor, un element solitari d'un diàmetre lleugerament menor. La paret de Capel·la és baixa, però relativament gruixuda i irregular, amb un gran promontori inserit en el costat sud-oriental. El cràter està travessat per una esquerda profunda, el Vallis Capel·la, que passa directament a través de Capel·la des de la vora nord cap al costat sud-est de la paret, i s'estén a banda i banda a una distància total de 110 quilòmetres. Aquest es va formar a partir d'una cadena de cràters. Al mig del cràter hi ha un ampli pic de base rodona, amb un petit cràter a la seva part superior. El costat occidental del cràter està esquitxat de restes de l'impacte, formant conjunts de petits turons.
El cràter porta aquest nom per Marcià Capel·la, un escriptor de l'antiguitat tardana.

## Cràters satèl·lit
Per convenció aquests elements són identificats en els mapes lunars posant la lletra en el costat del punt mitjà del cràter que està més prop de Capel·la.
|          | \| Capel·la \| Coordenades \| Diàmetre \| \| -------- \| ---------------------------------- \| -------- \| \| A \| 7° 36′ S, 37° 12′ E / 7.6°S,37.2°E \| 13 km \| \| B \| 9° 24′ S, 36° 48′ E / 9.4°S,36.8°E \| 10 km \| \| C \| 5° 42′ S, 36° 18′ E / 5.7°S,36.3°E \| 11 km \| \| D \| 6° 42′ S, 37° 36′ E / 6.7°S,37.6°E \| 8 km \| \| E \| 7° 30′ S, 37° 42′ E / 7.5°S,37.7°E \| 16 km \| \| F \| 9° 12′ S, 35° 24′ E / 9.2°S,35.4°E \| 14 km \| \| G \| 6° 48′ S, 36° 54′ E / 6.8°S,36.9°E \| 12 km \| \| H \| 8° 06′ S, 37° 24′ E / 8.1°S,37.4°E \| 9 km \| \| J \| 9° 24′ S, 36° 00′ E / 9.4°S,36.0°E \| 9 km \| \| M \| 4° 24′ S, 37° 00′ E / 4.4°S,37.0°E \| 12 km \| \| R \| 6° 00′ S, 35° 12′ E / 6.0°S,35.2°E \| 7 km \| \| T \| 6° 54′ S, 34° 12′ E / 6.9°S,34.2°E \| 6 km \| |          |
| Capel·la | Coordenades | Diàmetre |
| A        | 7° 36′ S, 37° 12′ E / 7.6°S,37.2°E | 13 km    |
| B        | 9° 24′ S, 36° 48′ E / 9.4°S,36.8°E | 10 km    |
| C        | 5° 42′ S, 36° 18′ E / 5.7°S,36.3°E | 11 km    |
| D        | 6° 42′ S, 37° 36′ E / 6.7°S,37.6°E | 8 km     |
| E        | 7° 30′ S, 37° 42′ E / 7.5°S,37.7°E | 16 km    |
| F        | 9° 12′ S, 35° 24′ E / 9.2°S,35.4°E | 14 km    |
| G        | 6° 48′ S, 36° 54′ E / 6.8°S,36.9°E | 12 km    |
| H        | 8° 06′ S, 37° 24′ E / 8.1°S,37.4°E | 9 km     |
| J        | 9° 24′ S, 36° 00′ E / 9.4°S,36.0°E | 9 km     |
| M        | 4° 24′ S, 37° 00′ E / 4.4°S,37.0°E | 12 km    |
| R        | 6° 00′ S, 35° 12′ E / 6.0°S,35.2°E | 7 km     |
| T        | 6° 54′ S, 34° 12′ E / 6.9°S,34.2°E | 6 km     |